# Abd al-Aziz bin Abd Allah Al ash-Sheikh
ʿAbd al-ʿAzīz bin ʿAbd ʿAllāh Al ash-Sheikh (in arabo عبد العزيز بن عبد الله بن محمد بن عبد اللطيف آل الشيخ‎?; La Mecca, 30 novembre 1943) è un islamista saudita, attuale Gran Mufti dell'Arabia Saudita e capo del Comitato permanente per la ricerca islamica e l'emissione di fatwa.

## Biografia
Abd al-Aziz bin Abd Allah è nato a La Mecca il 30 novembre 1943 in una importante famiglia dell'Arabia Saudita, gli Al ash-Sheikh, discendenti del teologo Muḥammad ibn ʿAbd al-Wahhāb. Ha iniziato a studiare il Corano nella moschea Ahmad bin Sanaan. Nel 1954, si è trasferito all'Istituto Imam ad-Da'wah dove si è laureato presso la facoltà di Shari'a nel 1962.
Iniziò allora la sua vita religiosa attiva; il suo primo incarico fu di insegnante presso l'Istituto Imam ad-Da'wah al-'Ilmee fino al 1971. È poi passato alla didattica presso la facoltà di Shari'a dell'Università Islamica Imam Muhammad ibn Saud di Riad fino al 1991. Ha supervisionato le tesi di laurea e preso parte a discussioni di tesi e dibattiti. Dal 1993, ha cominciato a rispondere alle domande degli ascoltatori del programma radiofonico "Noorun 'alad-Darb". In quel periodo teneva lezioni nella moschea centrale Imam Turki bin Abd Allah. Ha partecipato a seminari e conferenze sulla daʿwah a Riyad e Ta'if. Debole di vista fin dalla nascita, ha perso del tutto la vista nel 1960.
Il 14 maggio 1999, è stato nominato Gran Mufti dell'Arabia Saudita da re Fahd, succedendo ad 'Abd al-Aziz ibn 'Abd Allah ibn Baz, deceduto il giorno precedente.

## Proclami
In seguito alla controversia sulla lectio magistralis di Ratisbona, tenuta da papa Benedetto XVI, ha definito la dichiarazione del papa "una bugia", aggiungendo che "ciò dimostra che la riconciliazione tra le religioni è impossibile".
Nel 2007, ha annunciato l'intenzione di demolire la cupola verde e di spianare le tombe alloggiate sotto di essa, tra cui quella di Maometto.
Il 15 marzo 2012, ha dichiarato che: "Tutte le chiese della penisola arabica devono essere distrutte" citando un ḥadīth del profeta Maometto sul letto di morte. La sua dichiarazione ha portato a commenti negativi. I vescovi cattolici tedeschi e austriaci hanno risposto bruscamente alla sua fatwā, preoccupati per i diritti umani dei non musulmani che lavorano nella regione del golfo Persico. L'arcivescovo ortodosso russo Mark di Yegoryevsk ha detto che la sentenza è "allarmante". Eppure, è sembrato che la maggior dei media abbia trascurato la dichiarazione. Mehmet Görmez, l'imam più anziano della Turchia, un altro paese musulmano, non ha condiviso la fatwa del collega, dicendo che l'annuncio contraddiceva totalmente gli insegnamenti pacifici della religione musulmana. Görmez, presidente degli affari religiosi, ha detto che non poteva accettare la fatwa, aggiungendo che la dichiarazione del mufti era in contrasto con il secolare insegnamento islamico di tolleranza e sacralità delle istituzioni appartenenti ad altre religioni.
Nel mese di aprile 2012, ha emesso una fatwa che consente alle ragazze di dieci anni di sposarsi, insistendo sul fatto che le ragazze sono pronte per il matrimonio dai dieci o dodici anni: "Le nostre madri e nonne si sono sposate quando erano a malapena dodicenni. La buona educazione rende una ragazza pronta a svolgere tutti i compiti coniugali a quell'età".
Nel giugno 2013, ha emesso una fatwa chiedendo la distruzione di alcune statue di cavalli collocati in una rotatoria di Jizan: "Le sculture devono essere rimosse perché sono un grande peccato e sono proibite dalla Shari'a (la legge islamica)".
Il Gran Mufti, il 12 settembre 2013, ha emesso una fatwa affermando che gli attentati suicidi sono "grandi crimini" e che i kamikaze sono "criminali che si precipitano all'inferno con le loro azioni". Al ash-Sheikh ha descritto gli attentatori suicidi come "derubati della loro mente... che sono stati utilizzati [come strumenti] per distruggere se stessi e le società".
Il 16 settembre 2013 ha condannato la violenza contro i non musulmani che vivono nei paesi islamici o i musulmani etichettati come infedeli. Il Gran Mufti ha condannato gli atti che causano la "spargimento di sangue dei musulmani e di coloro che vivono nelle loro terre in pace". Inoltre, ha dichiarato: "Dati gli sviluppi pericolosi nel mondo musulmano, vorrei mettere in guardia contro il pericolo di attaccare i musulmani e quelli [non-musulmani] sotto la protezione musulmana".
Citando una serie di versetti del Corano e alcuni hadith ha dichiarato: "In considerazione del rapido movimento pericoloso che si sviluppa nel mondo islamico, è molto doloroso vedere tendenze che consentono o sottovalutano lo spargimento del sangue dei musulmani e di quelli sotto la loro protezione nei loro paesi. Le espressioni settarie o ignoranti fatte da alcune di queste persone fanno trarre beneficio alle persone avide, vendicative e invidiose. Quindi, vorremmo richiamare l'attenzione sulla gravità degli attacchi contro i musulmani o quelli che vivono sotto la loro protezione o sotto un patto con loro".
Alla fine di agosto del 2014, ha condannato lo Stato Islamico dell'Iraq e del Levante e al-Qaeda: "Le idee estremiste e militanti del terrorismo che diffondono decadimento sulla Terra, distruggendo la civiltà umana, non sono in alcun modo parte dell'Islam, ma sono nemici i numero uno dell'Islam e dei musulmani che sono le loro prime vittime".
Il 25 settembre 2015, un giorno dopo il disastro della calca a La Mecca, che, secondo l'Associated Press, ha ucciso almeno 1399 musulmani stranieri che stavano svolgono l'Hajj, ha detto pubblicamente che il principe ereditario e ministro dell'interno Muhammad bin Nayef, responsabile della sicurezza della città santa "non è imputabile per quello che è successo", e "ci sono cose che gli esseri umani non possono controllare e quindi si accusano tra di loro. Il destino è inevitabile." Con le sue parole, il Gran Mufti ha immunizzato Muhammad bin Nayef da possibili critiche pubbliche entro l'Arabia Saudita, che ha fissato il bilancio ufficiale per la tragedia a meno di 800 morti.
Nel gennaio del 2016, rispondendo ad una domanda su un programma televisivo in cui emette fatwa in risposta alle richieste dei telespettatori su questioni religiose di tutti i giorni, ha stabilito che gli scacchi sono proibiti dall'Islam perché costituiscono gioco d'azzardo, sono uno spreco di tempo e denaro e una causa di odio e inimicizia tra i giocatori.